# Michael Pas
Michael Pas, né à Schoten le 21 septembre 1966, est un acteur belge d'expression flamande.

## Biographie
Michael Pas a joué au cinéma et dans des séries télévisées.
Il fait également du doublage : il est notamment la voix de Tintin en néerlandais de la série d'animation Les Aventures de Tintin.

## Filmographie sélective
- 1980 : De Witte van Sichem : un écolier
- 1987 : L'amour est un chien de l'enfer (Crazy Love) : Stan
- 1989 : Blueberry Hill : Robin De Hert
- 1991 : Eline Vere de Harry Kümel :
- 1992 : Boys de Jan Verheyen
- 1992 : Daens : Jan Demeter
- 1992 : Toutes peines confondues : Nordixen
- 1994 : Seul au sommet
- 1995 : Antonia et ses filles : Janne
- 1996 : Elixir d'Anvers : le client du bordel
- 1996 : Les Steenfort, maîtres de l'orge : Franz Texel
- 1999 : Le Ballon sorcier (De bal) de Danny Deprez
- 2000 : Team Spirit : Stef
- 2006 : Witse (série télévisée)
- 2013 : A Perfect Man : Winston
- 2013 : Nymphomaniac : Jérôme vieux
- 2015 : Emperor de Lee Tamahori : Gattinara[réf. nécessaire]

## Doublage
- 1990 : Le Livre de la jungle : Mowgli
- 1992 : Les Aventures de Tintin : Tintin
- 2007 : Ratatouille : Rémy